# Transport membranaire
Le transport membranaire est le passage d'une molécule ou d'un ion à travers une membrane plasmique. Il implique un déplacement entre deux compartiments séparés par une membrane, dont les propriétés et la composition influeront sur ce transport. Il existe plusieurs types de transport membranaire.

## Transport passif
Le transport passif est un transport qui se fait sans consommation d'énergie, il se fait donc selon le gradient électrochimique (ou, pour les solutés non chargés, selon le gradient de concentration). Il permet, lorsque deux solutions de concentrations différentes sont séparées par une membrane, que des molécules la traversent de façon qu'à l'équilibre, les concentrations deviennent identiques (solutions isotoniques). Il en existe 2 types : la diffusion ("diffusion simple" ou " diffusion libre" et " diffusion facilitée") et l'osmose (qui se fait contre le gradient de concentration en solutés et suivant le gradient de potentiel hydrique).

### Diffusion
La diffusion n'est possible que si les solutions sont séparées par une membrane perméable.

#### Diffusion simple ou libre
La diffusion simple est la diffusion à travers la membrane plasmique (dans le sens des concentrations fortes vers les concentrations faibles, jusqu'à équilibre des concentrations de part et d'autre de la membrane). La diffusion libre est un phénomène physique passif. Ce type de passage n'est possible que si la molécule est « soluble » dans la membrane phospholipidique, c'est-à-dire qu'elle peut traverser directement la bicouche de phospholipides. La molécule doit donc être hydrophobe (apolaire) ou, si elle est hydrophile (polaire), sa charge globale doit être nulle (en pratique : l'éthanol). La bicouche lipidique est imperméable à la diffusion simples de molécules chargées quelles que soient leurs tailles en raison de sa charge et de son haut degré d'hydratation.
Les caractéristiques de ce transport sont :
- une absence de saturation, la vitesse de diffusion dépend de la différence de concentration (gradient de concentration, ou électrochimique pour des ions) mais aussi de la taille de la protéine et de la température ;
- une absence de spécificité (il n'est pas régulé) ;
- et une certaine lenteur : les molécules doivent se dissoudre dans la double couche de phospholipides avant de passer de l'autre côté.

Ce mécanisme est lent par rapport à la diffusion facilitée.

#### Diffusion facilitée
Il existe en biologie un transport dit de diffusion facilitée. Comme la diffusion libre, la différence de concentration est le moteur du transport. Cependant, la molécule ne traverse pas directement la membrane, elle doit utiliser une protéine transmembranaire de transport :
1. Les protéines de canal (canaux ioniques) : elles ne doivent pas changer de forme pour permettre le passage. 
Ce transport par les protéines de canal est :
  - très spécifique : elles ne laissent passer qu'une ou que quelques sortes de molécules et pas d'autres ;
  - extrêmement rapide ;
  - et régulé, les protéines de canal ont la capacité de se fermer.
2. Les transporteurs : ils changent de forme pour déplacer des molécules d'un côté à l'autre d'une membrane. Ce transport est similaire à celui des protéines canaux, si ce n'est qu'il est généralement moins rapide.

Ce type de transport est également saturable, et la vitesse est limitée par l'accessibilité au transporteur. La vitesse de passage est régie par l'équation de Michaelis Menten. Les perméases sont de ce type, mais aussi les transporteurs de glucose ainsi que beaucoup d'autres. Il ne dépend pas non plus de l'hydrophobicité des substances déplacées.

### Osmose

#### Définition
L'osmose est un phénomène physique passif qui a lieu seulement si les solutions sont séparées par une membrane à perméabilité sélective. Seules les molécules d'eau traversent la membrane de la solution hypotonique (la plus diluée) vers la solution hypertonique (solution la plus concentrée) jusqu'à ce que les solutions soient isotoniques (de même concentrations). On rencontre l'osmose aussi bien pour la cellule vivante que pour la cellule morte. Si les deux milieux sont de même concentration, aucun mouvement d'eau n'est observé : la cellule est en équilibre osmotique. Il a longtemps été supposé que la diffusion de l'eau à travers les membranes relevait de la diffusion simple, malgré son caractère fortement polaire. C'est Peter Agre qui a mis en évidence en 1990 des protéines-canaux à eau, ou aquaporines, démontrant définitivement que l'essentiel des phénomènes d'osmose se faisaient par diffusion facilitée. Il a reçu pour cette découverte le prix Nobel de chimie en 2003.

#### Pouvoir osmotique
Il est à noter que ce phénomène ne se produit que pour des gradients de concentrations molaires et non pondérales, deux solutions de concentrations pondérales différentes pouvant avoir le même pouvoir osmotique (on parle « d'osmolarité »). On utilise l'Osmole (ou Osm) pour quantifier ce pouvoir osmotique, et pour additionner des concentrations molaires d'espèces solubles différentes. Une solution non-électrolytique d'1 M (mole/L) ayant un pouvoir osmotique d'une Osmole. Dans le cas de solutions électrolytiques, la dissolution du soluté en plusieurs éléments donne à la solution un pouvoir osmotique plus fort. Par exemple, si l'on dissout dans un litre une mole de NaCl, on aura une mole de chaque ion (Na et Cl) dans la solution, donc un pouvoir osmotique de 2 Osm/L.

## Transport actif
Le transport actif implique le transfert d'une molécule contre le gradient de concentration grâce à l'utilisation d'une protéine transmembranaire de type pompe. Il y a donc nécessité de fournir de l'énergie car ce transport n'est pas spontané. Il est considéré comme primaire si l'énergie provient de l'hydrolyse d'un nucléotide triphosphate (Ex: ATP) ou secondaire lorsque l'énergie provient du gradient électrochimique d'un autre élément que celui transporté (on parle alors de couplage).
Certaines bactéries peuvent tirer de la lumière l'énergie nécessaire à ces transports actifs.